# باشگاه فوتبال دوکسا کرانولا
باشگاه فوتبال دوکسا کرانولا (یونانی: Α. Ε. Δόξα Κρανούλας) یک باشگاه فوتبال در شهر کرانولا یونان است. این باشگاه در لیگ فوتبال یونان بازی می‌کند. این باشگاه در سال ۱۹۷۱ تأسیس شده‌است. رنگ لباس این تیم نارنجی، آبی و سفید می‌باشد.

## عناوین و افتخارات داخلی
- - Epirus FCA قهرمان: ۲
    - ۲۰۰۳–۰۴, ۲۰۱۶–۱۷

  - Epirus FCA قهرمان جام حذفی: ۱
    - ۲۰۰۵–۰۶

  - Epirus FCA قهرمان سوپر جام: ۱
    - ۲۰۱۶–۱۷